# Kabinett Noboa II
Das Kabinett Noboa II bildet seit dem 24. Mai 2025 die Regierung von Ecuador. Es wurde nach der Präsidentschafts- und Parlamentswahl in Ecuador 2025 gebildet und löste das Kabinett Noboa I ab.

## Kabinettsmitglieder
| Amt                                                                 | Bild | Name                                    | Partei    |
| ------------------------------------------------------------------- | ---- | --------------------------------------- | --------- |
| Präsident von Ecuador                                               |      | Daniel Roy Gilchrist Noboa Azín         | ADN       |
| Vizepräsidentin von Ecuador                                         |      | María José Pinto González-Artigas       | ADN       |
| Minister für Landwirtschaft und Viehzucht                           |      | Franklin Danilo Palacios Márquez        | Parteilos |
| Minister für Umwelt, Wasser und ökologischer Wandel                 |      | María Luisa Cruz Riofrío                | Parteilos |
| Ministerin für Kultur und Erbe                                      |      | Romina Alejandra Muñoz Procel           | Parteilos |
| Minister für Landesverteidigung                                     |      | Gian Carlo Loffredo Rendón              | Parteilos |
| Minister für Sport                                                  |      | José David Jiménez Vásquez              | Parteilos |
| Minister für Stadtentwicklung und Wohnungsbau                       |      | Humberto Aparicio Plaza Arguello        | Parteilos |
| Ministerin für Wirtschaft und Finanzen                              |      | Sariha Belén Moya Angulo                | Parteilos |
| Ministerin für Bildung                                              |      | Alegría de Lourdes Crespo Cordovez      | Parteilos |
| Ministerin für Energie und Bergbau                                  |      | Inés María Manzano Díaz                 | Parteilos |
| Minister für die Regierung                                          |      | José Javier de la Gasca Lopez-Domínguez | Parteilos |
| Minister für Inneres                                                |      | John Reimberg Oviedo                    | Parteilos |
| Minister für Wirtschaftliche und soziale Inklusion                  |      | Harold Andrés Burbano Villareal         | Parteilos |
| Ministerin für Frauen und Menschenrechte                            |      | Arianna María Tanca Macchiavello        | Parteilos |
| Minister für Produktion, Außenhandel, Investitionen und Fischerei   |      | Luis Alberto Jaramillo Granja           | Parteilos |
| Ministerin für Auswärtige Angelegenheiten und menschliche Mobilität |      | María Gabriela Sommerfeld Rosero        | Parteilos |
| Minister für Öffentliche Gesundheit                                 |      | Juan Bernando Sánchez Jara              | Parteilos |
| Minister für Telekommunikation und Informationsgesellschaft         |      | Roberto Carlos Kury Pesantes            | Parteilos |
| Ministerin für Arbeit                                               |      | Ivonne Elizabeth Núñez Figueroa         | Parteilos |
| Minister für Transport und öffentliche Arbeiten                     |      | Roberto Xavier Luque Nuques             | Parteilos |
| Minister für Tourismus                                              |      | Mateo Julián Estrella Durán             | Parteilos |

### Staatssekretariate
| Amt                                                        | Bild | Name                           | Partei    |
| ---------------------------------------------------------- | ---- | ------------------------------ | --------- |
| Risikomanagement                                           |      | Jorge Raúl Carrillo Tutivén    | Parteilos |
| Nationale Planung                                          |      | Diana Paulina Ramírez Villacis | Parteilos |
| Hochschulbildung, Wissenschaft, Technologie und Innovation |      | César Augusto Vásquez Moncayo  | Parteilos |
| Management, Entwicklung von Völkern und Nationalitäten     |      | Julia Teodora Angulo Girón     | Parteilos |

### Sekretariate der Präsidentschaft
| Amt                                                    | Bild | Name                            | Partei    |
| ------------------------------------------------------ | ---- | ------------------------------- | --------- |
| General der öffentlichen Verwaltung und des Kabinettes |      | Cynthia Natalie Gellibert Mora  | ADN       |
| General des Verwaltungsbüro der Präsidentschaft        |      | Marissa Elena Péndola Solórzano | Parteilos |
| General für Rechtsangelegenheiten der Präsidentschaft  |      | Stalin Santiago Andino González | Parteilos |
| General für Kommunikation der Präsidentschaft          |      | Irene Vélez Froment             | Parteilos |
| General für öffentliche Integrität                     |      | José Julio Neira Hanze          | ADN       |
| Öffentlich-private Investitionen                       |      | Pablo José Cevallos Palomeque   | Parteilos |

### Öffentliche Einrichtungen mit Ministerrang
| Amt                                              | Bild | Name                                | Partei    |
| ------------------------------------------------ | ---- | ----------------------------------- | --------- |
| Strategisches Geheimdienstzentrum                |      | Michele Sensi-Contugi Ycaza         | ADN       |
| Ecuadorianisches Institut für soziale Sicherheit |      | Eduardo Peña Hurtado                | Parteilos |
| Steuerbehörde                                    |      | Damián Alberto Larco Guamán         | Parteilos |
| Nationaler Zolldienst von Ecuador                |      | Sandro Fortunato Castillo Merizalde | Parteilos |
| Sekretär für Entwicklung                         |      | María de Lourdes Muñoz Astudillo    | Parteilos |